# Індекс Аткінсона
Індекс Аткінсона — показник вимірювання соціальної нерівності, запропонований в 1970 р Ентоні Барнсом Аткінсоном. Відмінною особливістю індексу є можливість вимірювання зміщень в розподілі доходів серед сегментів з різними доходами. Цей індекс може бути перетворений в нормативний показник введенням коефіцієнта ε для зважування доходів, який може приймати значення від 0 до нескінченності. Зміщення в заданій частині розподілу доходів може бути надано більшої ваги вибором відповідного ε, рівня "неприязні до нерівності. Індекс Аткінсона стає більш чутливим до зсувів в нижній частині розподілу доходів у міру того як ε зростає. І навпаки, у міру того як рівень ворожості до нерівності зменшується (тобто ε наближається до 0) індекс Аткінсона стає більш чутливим до зсувів у верхній частині розподілу доходів.